# Real Sociedad Arqueológica Tarraconense

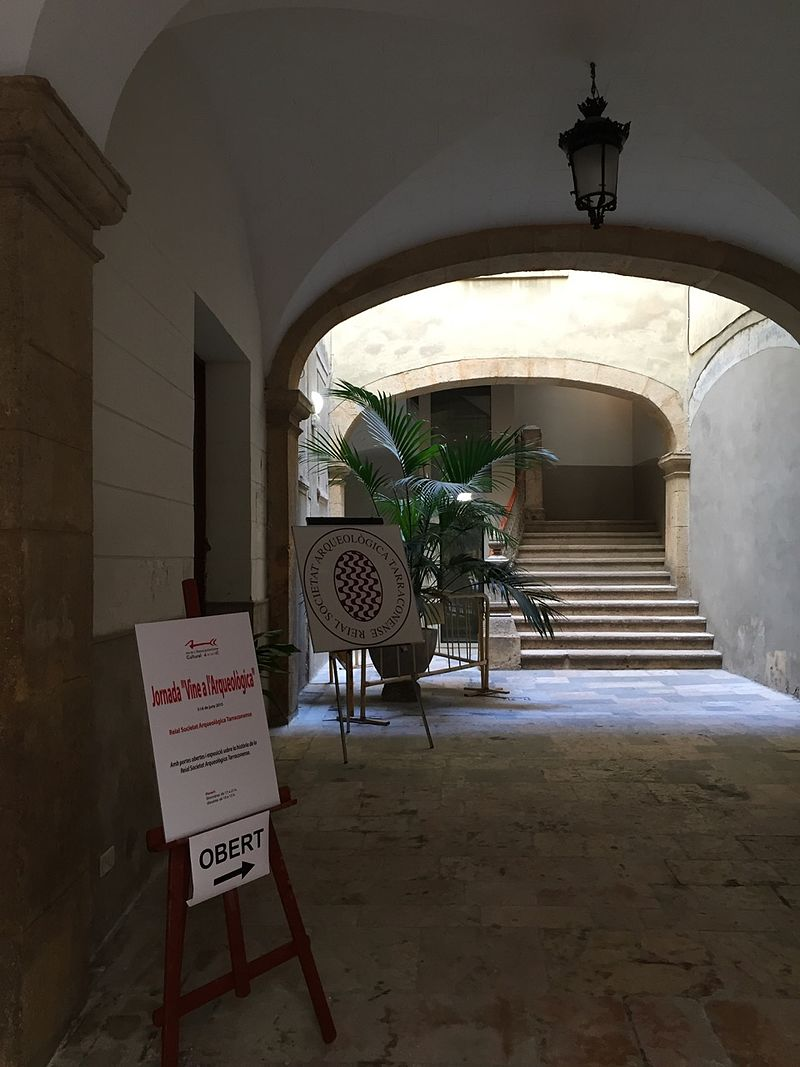
Portal de entrada de la sede de la Real Sociedad Arqueológica Tarraconense.Localización:Calle Mayor, núm. 35, principal. 43007 Tarragona.

La Real Sociedad Arqueológica Tarraconense (RSAT) (en catalán: Reial Societat Arqueològica Tarraconense) es una asociación cultural española sin ánimo de lucro que tiene actualmente unos 550 socios y un régimen de intercambio del Boletín Arqueológico con otras entidades de ámbito internacional de unos 350, lo cual supone la difusión de la información de la Sociedad en todo el mundo. La actividad de la RSAT está centrada en las actuaciones dirigidas a la defensa del patrimonio arqueológico y cultural de Tarragona y sus comarcas dichos.

## Historia
La sensibilidad hacia la conservación, estudio y dignificación de este patrimonio arqueológico llevó a un grupo de tarraconenses a fundar el 1844 una asociación cultural llamada Sociedad Arqueológica Tarraconense. Esta impulsó la creación de un museo propio, que se acabó integrando al que ahora es Museo Arqueológico Nacional de Tarragona, y realizó excavaciones arqueológicas, recuperación de objetos y estimuló el estudio de temáticas alrededor de la arqueología a lo largo de los diferentes periodos históricos. Desde 1901 publica la revista de la entidad, el “Boletín Arqueológico” que mantiene activa la difusión de los estudios arqueológicos e históricos, tanto del ámbito local como del entorno de las comarcas tarraconenses. El 1916 la sociedad recibía de manos del rey Alfonso XIII el título de Real, que ha venido manteniendo desde entonces.
A lo largo de décadas ha participado en el salvamento de infinidad de yacimientos arqueológicos, siendo la voz crítica que se ha levantado siempre en pro de la defensa del patrimonio cultural tarraconense. Popularmente en la ciudad se conoce a nuestra sociedad como “la Arqueológica” y ha sido y continúa siendo la referencia obligada para cualquier tema relacionado con la memoria histórica, la arqueología y en general lo que pueda afectar la ciudadanía de Tarragona. La RSAT mantiene una biblioteca-hemeroteca con cerca de 40.000 volúmenes, a disposición de los socios y de lectores interesados.
Es la decana de las asociaciones culturales tarraconenses y la séptima del mundo en el ranking de las sociedades de temática similar.

## Miembros Ilustres
- Joan Francesc Albiñana y de Borràs, primer presidente y fundador, 1844
- Bonaventura Hernández y Sanahuja, promotor y gran defensor del patrimonio de Tarraco, 1851
- Emili Morera y Llauradó, primer director del Boletín, 1876
- José Sànchez Real, arqueólogo y físico, 1948
- Adolf_Schulten, arqueólogo, 1948
- William J. Bryant, mecenas, 1949
- Géza Alföldy, arqueólogo, 1971
- Theodor Hauschild, arqueólogo, 1974
- Rafael Gabriel Costa, presidente y presidente de Honor, 1977-1987 y 1993-2008
- Jordi Rovira Soriano, presidente 2008-2014, arqueólogo e historiador, declarado hijo predilecto de la ciudad.

## Propuestas de futuro
La RSAT aprobó en la Junta general de 6 de marzo de 2002 y publicó en el Boletín Arqueológico núm. 24 (2002) un texto bajo el título de “Visión de futuro del Patrimonio. Tarragona hacia el siglo XXII”. En él se explicitan la mayor parte de los proyectos, anhelos e inquietudes de esta sociedad sobre el patrimonio tarraconense y su proyección futura. 